# Mary Eaton
Pour les articles homonymes, voir Eaton.
Mary Eaton, née le 29 janvier 1901 à Norfolk, Virginie et morte le 10 octobre 1948 à Hollywood, Californie, était une actrice américaine, chanteuse et danseuse des années 1910 et 1920. Artiste professionnelle depuis l'enfance, elle connut le succès tant sur scène avec des productions théâtrales tel que Ziegfeld Folies qu'au cinéma dans les premiers films parlants tel que Glorifying the American Girl ou Noix de coco par exemple. Sa carrière déclina au milieu des années 1930 et un rude combat contre l'alcoolisme causa sa perte. Une insuffisance hépatique est d'ailleurs à l'origine de son décès survenu en 1948 .

## Biographie

### Enfance et carrière
Originaire de Norfolk, Virginie, Mary commença à prendre des cours de danse à l'âge de 7 ans, avec ses sœurs Doris et Pearl. En 1911, les trois sœurs furent engagées pour L'Oiseau bleu, une pièce fantaisiste de Maurice Maeterlinck dont la représentation se déroulait au Schubert Belasco Theatre de Washington, D.C. Bien qu'ayant eu un petit rôle dans cette production, elle marqua néanmoins le début de sa carrière professionnelle au théâtre.
En 1912, après la fin des représentations de L'oiseau Bleu, les trois sœurs Eaton ainsi que leur plus jeune frère, Joe, apparurent dans plusieurs pièces et mélodrames de Poli stock company. Rapidement, elles furent considérées comme des actrices professionnelles, consciencieuses et rarement sans travail. En 1914, un journal décrivit Mary comme « la  petite nouvelle de la troupe, pleine d'aisance et de grâce » .
En 1915, les trois sœurs apparurent dans la nouvelle version de L'oiseau Bleu pour Poli : Doris et Mary obtinrent les rôles principaux de Mytyl et Tytyl. Les sœurs furent invitées à reprendre leur rôle pour un passage à New York et lors de la tournée de la pièce produite par les Schubert Brothers. À la fin de la tournée et sur les conseils des producteurs, Mary prit des leçons de ballet avec Theodore Kosloff.

### Succès sur scène et grand écran
Des sœurs Eaton, Mary fut probablement la plus célèbre et la plus populaire. En 1917, une production de Intime à Washington, révéla son extraordinaire talent de danseuse et lui valut de nombreux éloges. En 1916, elle fit ses débuts à Broadway en dansant le ballet dans la comédie musicale Follow Me . L'année suivante, elle monta sur scène aux côtés de Fred et Adèle Astaire dans Over the Top des frères Schubert. Pendant les années 1920, Mary apparut constamment à Broadway, engagée dans huit productions différentes.
Elle fut la vedette des éditions de 1920, 1921 et 1922 des Ziegfeld Follies . Ses performances y incluait une série compliquée de pirouettes en pointe autour de la scène.

Mary Eaton sur scène

Mary fit également une brève carrière au cinéma, apparaissant notamment dans deux importantes productions du début du cinéma parlant : Noix de coco (1929) avec les Marx Brothers et Glorifying the American Girl (1929), un film musical produit par Florenz Ziegfeld qui comprenait une brève séquence en Technicolor. Malgré ses performances et la mise en avant de la séquence de pirouettes qui lui était propre, le lancement du film se solda par un échec et marqua la fin de sa carrière cinématographique.

### Déclin
La majorité de la fratrie Eaton, y compris Mary, vit sa carrière décliner au début des années 1930. Mary fit sa dernière apparition sur scène en 1932. Préoccupée par ses déboires professionnels et trois mariages difficiles, elle sombra dans l'alcoolisme. Bien que ses frères et sœurs tentèrent de lui venir en aide à de multiples reprises et qu'elle suivit plusieurs cures de désintoxication, Mary ne parvint jamais à vaincre son addiction.

### Vie personnelle
De 1929 à 1935, Mary Eaton fut mariée à Millard Webb, scénariste et réalisateur américain . En 1937, elle épousa Charles A. Emery pour divorcer en 1942. Ensuite, Eddie Laughton fut son compagnon et troisième époux jusqu'à sa mort en 1948 . Elle mourut d'une crise cardiaque à l'âge de 47 ans à Holywood, Californie  et fut enterrée au cimetière de Forest Lawn Memorial Park à Los Angeles aux côtés des membres de sa famille décédés.

## Filmographie partielle
- 1923 : His Children's Children de Sam Wood - film muet
- 1929 : Noix de coco - film musical
- 1929 : Glorifying the American Girl - film musical
- 1942 : We'll Smile Again - film musical britannique